# Tectidrilus gabriellae
Tectidrilus gabriellae är en ringmaskart som först beskrevs av Ernst Marcus 1950.  Tectidrilus gabriellae ingår i släktet Tectidrilus och familjen glattmaskar. Inga underarter finns listade i Catalogue of Life.